# Phenax pauciserratus
Phenax pauciserratus är en nässelväxtart som först beskrevs av Hugh Algernon Weddell, och fick sitt nu gällande namn av Henry Hurd Rusby. Phenax pauciserratus ingår i släktet Phenax och familjen nässelväxter. Inga underarter finns listade i Catalogue of Life.